# Ettan 2022
La Ettan 2022 è stata la 17ª edizione del terzo livello del campionato di calcio svedese nel suo formato attuale, il terzo con la denominazione Ettan. La stagione è iniziata il 2 aprile e si è conclusa il 6 novembre 2022.

## Formula
Le 32 squadre partecipanti sono divise in due gironi da 16 squadre: il girone Norra (nord) e il girone Södra (sud). Le 16 squadre si affrontano in un girone di andata e ritorno, per un totale di 30 giornate.
Le prime classificate dei due gironi sono promosse in Superettan, mentre le due seconde classificate giocano uno spareggio promozione/retrocessione contro la terzultima e la quartultima classificata della Superettan.
Le due quartultime giocano uno spareggio promozione/retrocessione contro due tra le seconde classificate dei sei gironi di Division 2 qualificatesi a loro volta dopo un'apposita fase. Le ultime tre classificate di ciascun girone sono retrocesse direttamente in Division 2.
L'Akropolis, retrocesso dalla Superettan 2021, è stato escluso per motivi economici e sostituito dal ripescato Forward.

## Norra

### Squadre partecipanti
| Club                     | Città      | Stadio             | Capienza |
| ------------------------ | ---------- | ------------------ | -------- |
| Forward                  | Örebro     | Trängens IP        | 4.700    |
| Gefle                    | Gävle      | Gavlevallen        | 6.500    |
| Hammarby TFF             | Stoccolma  | Hammarby IP        | 3.700    |
| IF Karlstad              | Karlstad   | Tingvalla IP       | 7.000    |
| IFK Haninge              | Haninge    | Torvalla IP        | 1.000    |
| Motala                   | Motala     | Motala IP          | 8.500    |
| Piteå IF                 | Piteå      | LF Arena           | 6.000    |
| Sandvikens IF            | Sandviken  | Jernvallen         | 7.000    |
| Sollentuna FK            | Sollentuna | Sollentunavallen   | 4.500    |
| Stockholm Internazionale | Stoccolma  | Stadio Olimpico    | 14.500   |
| Sylvia                   | Norrköping | PlatinumCars Arena | 17.000   |
| Team TG                  | Umeå       | Umeå Energi Arena  | 10.000   |
| Täby FK                  | Täby       | Tibblevallen       | 1.000    |
| Umeå FC                  | Umeå       | Umeå Energi Arena  | 10.000   |
| Vasalund                 | Solna      | Skytteholms IP     | 4.000    |
| Örebro Syrianska         | Örebro     | Mellringe IP       | 1.500    |

### Classifica
|  | Pos. | Squadra                  | Pt | G  | V  | N  | P  | GF | GS | DR  |
|  | ---- | ------------------------ | -- | -- | -- | -- | -- | -- | -- | --- |
|  | 1.   | Gefle                    | 70 | 30 | 22 | 4  | 4  | 64 | 29 | +35 |
|  | 2.   | Sandvikens IF            | 65 | 30 | 20 | 5  | 5  | 82 | 33 | +49 |
|  | 3.   | Vasalund                 | 60 | 30 | 17 | 9  | 4  | 61 | 42 | +19 |
|  | 4.   | Sollentuna FK            | 45 | 30 | 11 | 12 | 7  | 50 | 38 | +12 |
|  | 5.   | IF Karlstad              | 45 | 30 | 12 | 9  | 9  | 49 | 44 | +5  |
|  | 6.   | Hammarby TFF             | 44 | 30 | 12 | 8  | 10 | 49 | 42 | +7  |
|  | 7.   | Motala                   | 43 | 30 | 13 | 4  | 13 | 55 | 53 | +2  |
|  | 8.   | Örebro Syrianska         | 42 | 30 | 11 | 9  | 10 | 52 | 46 | +6  |
|  | 9.   | Stockholm Internazionale | 41 | 30 | 12 | 5  | 13 | 45 | 46 | -1  |
|  | 10.  | Sylvia                   | 40 | 30 | 11 | 7  | 12 | 36 | 47 | -11 |
|  | 11.  | Piteå IF                 | 38 | 30 | 11 | 5  | 14 | 56 | 63 | -7  |
|  | 12.  | Umeå FC                  | 36 | 30 | 10 | 6  | 14 | 42 | 45 | -3  |
|  | 13.  | Täby FK                  | 33 | 30 | 9  | 6  | 15 | 44 | 51 | -7  |
|  | 14.  | IFK Haninge              | 32 | 30 | 9  | 5  | 16 | 36 | 54 | -18 |
|  | 15.  | Forward                  | 24 | 30 | 7  | 3  | 20 | 30 | 61 | -31 |
|  | 16.  | Team TG                  | 12 | 30 | 3  | 3  | 24 | 19 | 76 | -57 |

Legenda:
      Promossa in Superettan
 Ammessa agli spareggi
      Retrocesse in Division 2
Note:
Tre punti a vittoria, uno a pareggio, zero a sconfitta.

## Södra

### Squadre partecipanti
| Club            | Città            | Stadio                  | Capienza |
| --------------- | ---------------- | ----------------------- | -------- |
| BK Olympic      | Malmö            | Lindängens IP           | 2.000    |
| Falkenberg      | Falkenberg       | Falcon Alkoholfri Arena | 5.500    |
| FC Trollhättan  | Trollhättan      | Edsborgs IP             | 5.100    |
| GAIS            | Göteborg         | Gamla Ullevi            | 18.400   |
| IFK Malmö       | Malmö            | Malmö Stadion           | 26.500   |
| Lindome GIF     | Lindome          | Lindevi IP              | 1.500    |
| Ljungskile      | Ljungskile       | Skarsjövallen           | 8.000    |
| Lunds BK        | Lund             | Klostergårdens IP       | 8.560    |
| Oddevold        | Uddevalla        | Fridhemsvallen          | 2.000    |
| Oskarshamns AIK | Oskarshamn       | Arena Oskarshamn        | 2.000    |
| Qviding         | Göteborg         | Valhalla IP             | 4.000    |
| Torns IF        | Stångby, Lund    | Tornvallen              | 1.500    |
| Tvååkers IF     | Tvååker, Varberg | Övrevi IP               | 1.000    |
| Vänersborgs IF  | Vänersborg       | Vänersvallen            | 2.000    |
| Åtvidaberg      | Åtvidaberg       | Kopparvallen            | 8.000    |
| Ängelholms FF   | Ängelholm        | Ängelholms IP           | 5.000    |

### Classifica
|  | Pos. | Squadra         | Pt | G  | V  | N  | P  | GF | GS | DR  |
|  | ---- | --------------- | -- | -- | -- | -- | -- | -- | -- | --- |
|  | 1.   | GAIS            | 70 | 30 | 21 | 7  | 2  | 63 | 20 | +43 |
|  | 2.   | Falkenberg      | 64 | 30 | 19 | 7  | 4  | 64 | 21 | +43 |
|  | 3.   | Oddevold        | 59 | 30 | 18 | 5  | 7  | 47 | 21 | +26 |
|  | 4.   | FC Trollhättan  | 57 | 30 | 16 | 9  | 5  | 42 | 23 | +19 |
|  | 5.   | Ljungskile      | 47 | 30 | 13 | 8  | 9  | 50 | 39 | +11 |
|  | 6.   | BK Olympic      | 47 | 30 | 12 | 11 | 7  | 49 | 41 | +8  |
|  | 7.   | Tvååkers IF     | 45 | 30 | 13 | 6  | 11 | 42 | 31 | +11 |
|  | 8.   | Ängelholms FF   | 44 | 30 | 12 | 8  | 10 | 40 | 48 | -8  |
|  | 9.   | Lunds BK        | 42 | 30 | 11 | 9  | 10 | 44 | 42 | +2  |
|  | 10.  | Torns IF        | 41 | 30 | 12 | 5  | 13 | 49 | 48 | +1  |
|  | 11.  | Oskarshamns AIK | 31 | 30 | 8  | 7  | 15 | 30 | 44 | -14 |
|  | 12.  | Vänersborgs IF  | 30 | 30 | 7  | 9  | 14 | 31 | 45 | -14 |
|  | 13.  | Åtvidaberg      | 27 | 30 | 7  | 6  | 17 | 27 | 52 | -25 |
|  | 14.  | Qviding         | 26 | 30 | 8  | 2  | 20 | 36 | 64 | -28 |
|  | 15.  | Lindome GIF     | 25 | 30 | 7  | 4  | 19 | 47 | 74 | -27 |
|  | 16.  | IFK Malmö       | 11 | 30 | 2  | 5  | 23 | 21 | 69 | -48 |

Legenda:
      Promossa in Superettan
 Ammessa agli spareggi
      Retrocesse in Division 2
Note:
Tre punti a vittoria, uno a pareggio, zero a sconfitta.

## Spareggi

### Spareggi per la Ettan 2023
|               | Risultati |               | Luogo e data                 |
| ------------- | --------- | ------------- | ---------------------------- |
| IFK Österåker | 0 - 1     | Täby FK       | Österåker, 9 novembre 2022   |
| Täby FK       | 3 - 0     | IFK Österåker | Täby, 13 novembre 2022       |
|               |           |               |                              |
| IFK Berga     | 0 - 1     | Åtvidaberg    | Kalmar, 9 novembre 2022      |
| Åtvidaberg    | 3 - 0     | IFK Berga     | Åtvidaberg, 13 novembre 2022 |
|               |           |               |                              |